# Charaxes nitebis
Charaxes nitebis är en fjärilsart som beskrevs av William Chapman Hewitson 1859. Charaxes nitebis ingår i släktet Charaxes och familjen praktfjärilar. Inga underarter finns listade i Catalogue of Life.

## Bildgalleri

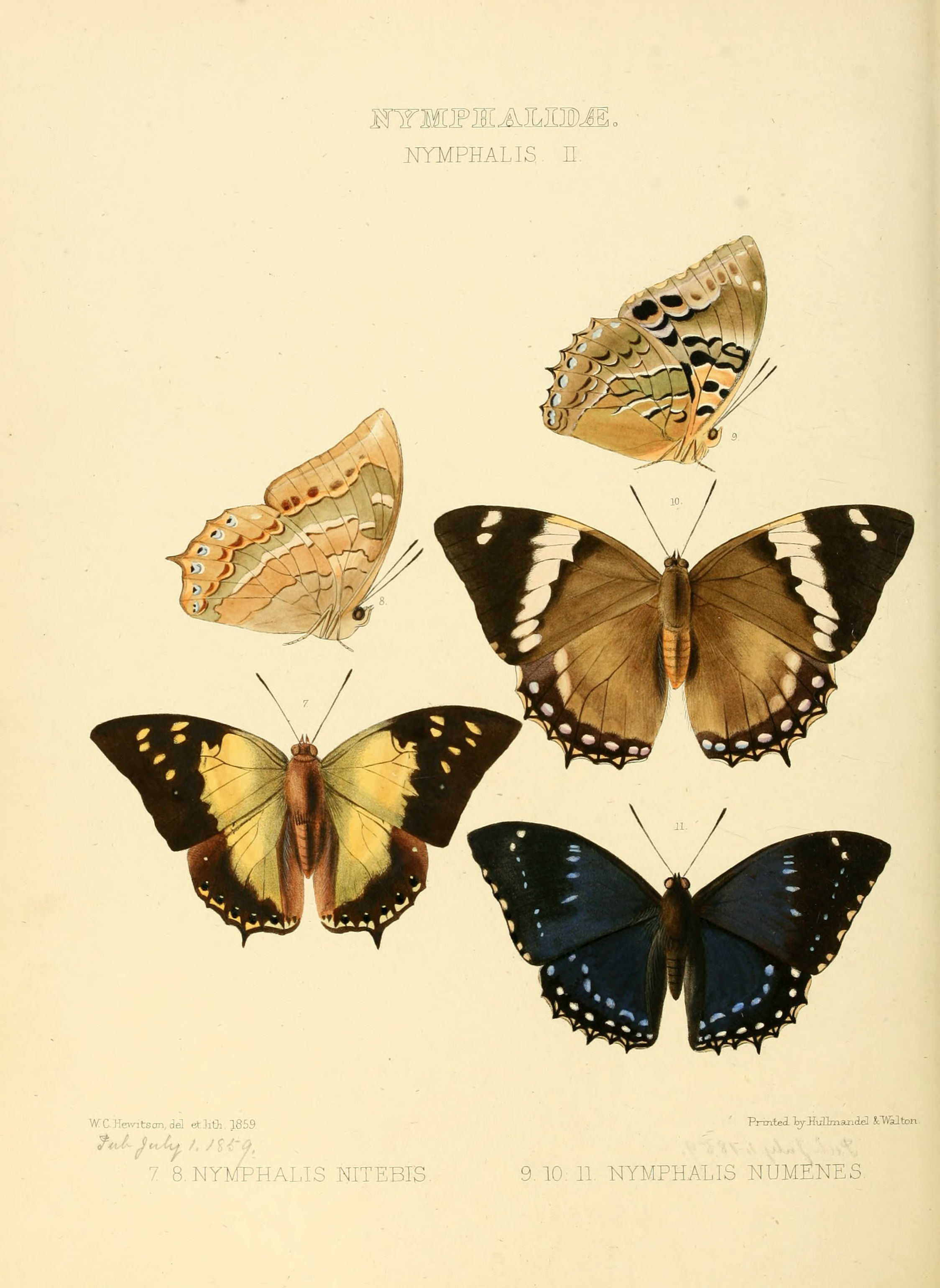